# Fadhma Aït Mansour
Marguerite-Fadhma Aït Mansour Amrouche (Zentralatlas-Tamazight ⴼⴰⴹⵎⴰ ⴰⵜ ⵎⴰⵏⵚⵓⵔ Faḍma At Manṣur; * 1882 in Tizi Hibel, Algerien; † 9. Juli 1967 in Saint-Brice-en-Coglès, Frankreich) war eine algerische Sängerin und die Mutter der Sängerin und Schriftstellerin Taos Amrouche und des Schriftstellers Jean Amrouche.
Mansour wurde um 1882 in einem Berberdorf als uneheliche Tochter einer Witwe geboren. Von ihrer Umgebung stark diskriminiert verließ sie ihr Heimatdorf, um an einer weltlichen Schule zu lernen. Später, in der Zeit, als sie sich mit ihren Schwestern im Aït Manguellet Hospiz befand, konvertierte sie zum römisch-katholischen Christentum. Ihr Ehemann, den sie im Jahr 1898 heiratete, Antoine-Belkacem Amrouche, war ebenso wie sie ein zum Katholizismus konvertierter Berber. Zusammen hatte das Ehepaar insgesamt acht Kinder, aber nur zwei von ihnen lebten über den Tod der Eltern hinaus. Vor der Geburt ihres ersten Kindes, der Tochter Taos, zog die Familie nach Tunis und anschließend nach Frankreich.
Die Folklore-Lieder der bekannten Sängerin wurden 1939 von ihrem Sohn Jean unter dem Titel Chants berbères de Kabylie ins Französische übersetzt. Im Jahre 1967 brachte Taos ein Musikalbum im kabylischen Dialekt heraus, das auf den Aufzeichnungen ihres Bruders basierte.
Ihre Autobiographie Histoire de ma vie wurde 1968 posthum veröffentlicht und erschien 1989 auf Deutsch unter dem Titel Geschichte meines Lebens. Dieses Buch beschäftigt sich mit dem Leben, das sie als Frau zwischen zwei Welten lebte: Zum einen das Leben und die Sprache ihrer berberischen Heimat, zum anderen die Kolonialmacht Frankreich, seine Sprache und seine Religion, das Christentum.
| Personendaten    | Personendaten                     |
| ---------------- | --------------------------------- |
| NAME             | Mansour, Fadhma Aït               |
| KURZBESCHREIBUNG | algerische Sängerin               |
| GEBURTSDATUM     | 1882                              |
| GEBURTSORT       | Tizi Hibel, Algerien              |
| STERBEDATUM      | 9. Juli 1967                      |
| STERBEORT        | Saint-Brice-en-Coglès, Frankreich |